# Ikuo Kushiro

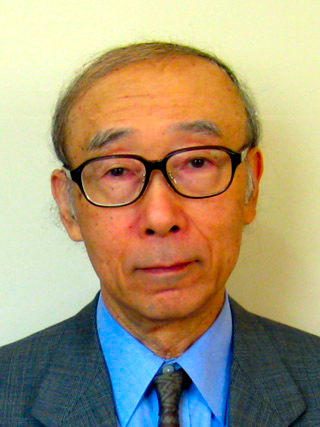
Ikuo Kushiro

Ikuo Kushiro (jap. 久城 育夫, Kushiro Ikuo; * 30. März 1934 in Osaka, Japan) ist ein japanischer Petrologe und emeritierter Professor der Universität Tokio. Kushiros Verdienste liegen im Gebiet der experimentellen Petrologie, seine Experimente an Peridotiten trugen wesentlich zum Verständnis der Entstehung von Magma unter ozeanischen Rücken und Inselbögen bei.

## Leben
Zwischen 1953 und 1957 studierte Kushiro Geologie an der Universität Tokio. Nach dem Examen war er Doktorand unter Hisashi Kuno und studierte die Petrologie der Magmatite. Nach seiner Graduierung im Jahr 1962 arbeitete er für drei Jahre am Geophysical Laboratory der Carnegie Institution in Washington, D.C. und spezialisierte sich unter der Leitung von Frank Schairer und Hatten Schuyler Yoder auf experimentelle Petrologie. Zentraler Gegenstand seiner Arbeit war die Entstehung basaltischer Magmen unter spezieller Berücksichtigung der Rolle von Wasser. 1967 kehrte er nach zwei Jahren an der Universität Tokio als Postdoktorand an das Geophysical Laboratory zurück und war dort von 1971 bis 1981 als Wissenschaftler angestellt. 1969 war er an der Untersuchung von Gesteinsproben beteiligt, die im Rahmen des Apollo-Programms durch Apollo 11 vom Mond mitgebracht worden waren. 1974 wurde er Professor der Petrologie an der Universität Tokio, blieb jedoch gleichzeitig Angestellter der Carnegie Institution.
1990 bis 1994 war Kushiro wissenschaftlicher Dekan der Universität Tokio, anschließend wurde er zum Vizepräsidenten der Universität berufen. Nach seiner Emeritierung von der Universität Tokio ging Kushiro als Institutsleiter an das Institute for Study of the Earth’s Interior an der Universität Okayama, wo er bis 1999 blieb. Seitdem arbeitet er als Direktor am Institute for Frontier Research on Earth Evolution (IFREE) in der Nähe von Tokio.

## Ehrungen und Auszeichnungen
1983 wurde Kushiro in die National Academy of Sciences gewählt. 1997 wurde er Ehrenmitglied der Geochemical Society und der European Association of Geochemistry. 1999 erhielt er die Harry H. Hess Medal der American Geophysical Union, und im gleichen Jahr die Roebling Medal der Mineralogy Society of America sowie die Arthur Holmes Medal der European Union of Geosciences. 2003 verlieh ihm die Geological Society of London die Wollaston-Medaille. 2009 wurde er mit dem japanischen Orden des Heiligen Schatzes, 2. Klasse ausgezeichnet. Im gleichen Jahr wurde das neu entdeckte Mineral Kushiroit aus der Pyroxengruppe nach ihm benannt.